# Jim Paek
Jim Paek ((백지선?, Paek Ji-seonLR); Seul, 7 aprile 1967) è un allenatore di hockey su ghiaccio ed ex hockeista su ghiaccio sudcoreano naturalizzato canadese.
Di ruolo difensore, è stato il primo coreano a giocare in NHL.

## Carriera

### Giocatore
Nato in Corea del Sud, immigrò in Canada con la famiglia da bambino. Paek fu scelto dai Pittsburgh Penguins nel 1985. Prima di aggregarsi alla squadra, però giocò per tre anni in Ontario Hockey League con gli Oshawa Generals e altrettanti con i Muskegon Lumberjacks (IHL).
Nel 1990-91 giocò le sue prime partite in NHL con i Pittsburgh Penguins, alcune anche nei vittoriosi play-off per la Stanley Cup: Paek è il primo coreano a vedere il proprio nome inciso sulla coppa (cosa che si ripeterà anche nella stagione successiva). In quella stagione giocò anche 48 partite col Team Canada.
Durante la stagione 1993-94 entrò nello scambio che portò Tomas Sandström dai Los Angeles Kings ai Penguins. Giocò poche partite, e a fine stagione fu scambiato nuovamente: andò agli Ottawa Senators in cambio della settima scelta nel draft 1995. In Canada giocò 29 incontri, gli ultimi in NHL.
Dalla stagione 1995-96 tornò a giocare in IHL: le sue squadre furono Houston Aeros e Minnesota Moose nella prima stagione, Manitoba Moose e Cleveland Lumberjacks nella seconda. A Cleveland giocò poi fino al 1998-99, quando - a metà stagione - tornò agli Houston Aeros con cui disputò anche i play-off.
Nel 1999-00 tornò a Cleveland, per la sua ultima stagione intera in Nord America.
Dal 2000-01 si trasferì in Gran Bretagna, ai Nottingham Panthers, con cui rimase (salvo una breve parentesi in WCHL con gli Anchorage Aces nel 2001) fino al 2003, anno in cui si è ritirò.

### Allenatore
Dopo il ritiro intraprese la carriera da allenatore. In realtà già agli Anchorage Aces aveva firmato un contratto di allenatore in seconda-giocatore. La sua prima squadra come allenatore furono gli Orlando Seals nella World Hockey Association 2. La lega scomparve dopo una sola stagione, e Paek preferì allenare la squadra di una high School.
Solo nel 2005-06 ritornò su una panchina di una squadra professionistica: fu allenatore in seconda ai Grand Rapids Griffins, farm team in AHL dei Detroit Red Wings vincitore della Calder Cup nella stagione 2012-2013.
Nell'estate del 2014 assunse la guida della nazionale sudcoreana in vista della preparazione ai giochi di Pyeongchang 2018. A questo ruolo affiancò quello di head coach della Corea del Sud under 20 (2014-2016 e 2019-2020) e della squadra di club dell'Anyang Halla (nel 2022 ribattezzati HL Anyang), che milita in Asia League Ice Hockey.

## Palmarès

### Club
- Stanley Cup: 2

Pittsburgh: 1990-1991, 1991-1992